# Onkivesi
El lago Onkivesi (en finés: Onkivesi järvi) es un gran cuerpo de agua en el país europeo de Finlandia. Pertenece a la zona de influencia principal del Vuoksi. Se encuentra en la región de Savo del Norte y en su mayoría en el municipio de Lapinlahti. El agua en el lago es de afluencia natural, en parte algo de color marrón debido a la ubicación en una zona agrícola.
El lago es alimentado por el lago del norte Nerkoonjärvi y fluye al sur al Lago Maaninkajärvi. El Ahkiolahtikanal conecta el Onkivesi con el Maaninkajärvi. La zona que ocupa el lago es de 113,62 kilómetros cuadrados. El lago se encuentra a 84,7 m de altura sobre el nivel del mar. El Lapinlahti se encuentra en la costa noreste. Maaninka está cerca de la orilla sur del Onkivesi.